# آب‌انبار حاج میر حسین
آب‌انبار حاج میر حسین مربوط به دوره پهلوی است و در اردکان، صدرآباد، جنب دبیرستان شاکر واقع شده و این اثر در تاریخ ۲۶ اسفند ۱۳۸۶ با شمارهٔ ثبت ۲۲۱۱۴ به‌عنوان یکی از آثار ملی ایران به ثبت رسیده‌است.